# رشيد عرمة
رشيد عرمة (مواليد 16 يناير 1985) لاعب كرة قدم مغربي. يلعب حاليًا لنادي فيرتوس فيرونا الإيطالي.

## طُفولتُه وحياتُه المُبكرة
وُلد رشيد عرمة في أكادير. في عام 1989، غادر والده المغرب للانتقال إلى سان بونيفاسيو في إيطاليا، بغرض العمل، وانضم إليه بقية أفراد الأسرة، بمن فيهم رشيد، لاحقًا في عام 1995.

## مسارُه الكُروي

### كاربي
بعد إفلاس نادي سبال الذي كان يلعب في صفوفه، غادر عرمة إلى نادي كاربي.

### بيزا
في 2 أغسطس 2013، انتقل رشيد عرمة إلى نادي بيزا المُمارس في دوري الدرجة الثالثة الإيطالي.

### ريجيانا
في 24 يوليو 2015، غادر رشيد نادي بيزا وانتقل إلى نادي ريجيانا 1919، حيث أصبح أفضل مهاجم للفريق.

### بوردينوني
في 30 يونيو 2016، انضم إلى نادي بوردينوني. لكن في نهاية الموسم، قرر إنهاء عقده والانضمام إلى نادي تريستينا.

## روابط خارجية
رشيد عرمة على موقع قاعدة بيانات كرة القدم.إي يو (الإنجليزية)
- رشيد عرمة على موقع Soccerway.com (الإنجليزية)